# Mariano Etkin
 (mai 2020).
Si vous disposez d'ouvrages ou d'articles de référence ou si vous connaissez des sites web de qualité traitant du thème abordé ici, merci de compléter l'article en donnant les références utiles à sa vérifiabilité et en les liant à la section « Notes et références ».
 (juin 2020).
Mariano Etkin, né à Buenos Aires le 5 novembre 1943 où il est mort le 25 mai 2016, est un compositeur argentin.

## Biographie
Il étudie la composition à Buenos Aires avec Guillermo Graetzer, Maurice Le Roux et Gerardo Gandini, et à la Juilliard School (à New York) avec Luciano Berio. 
Parallèlement à sa profession de compositeur, il suit une formation de chef d'orchestre avec Paul Hupperts au Conservatoire d'Utrecht (boursier de l'OEA et du gouvernement des Pays-Bas), et avec Pierre Boulez à l'Académie de musique de Bâle (Suisse). 
Il meurt le 25 mai 2016 des suites d'une maladie du foie.

## Œuvres
Ses œuvres ont été récompensées et reconnues au Sixième séminaire international de Compositeurs, à Boswil (Suisse), le Prix « Juan Carlos Paz » du Fond Nationale pour les Arts, par la municipalité de la ville de Buenos Aires et la Fondation Gaudeamus (Pays-Bas). 
Sa musique a été jouée dans d'importants festivals de musique contemporaine nationaux et internationaux : 
- Festival NovAntiqua (Cologne, Allemagne)
- Festival Éclat (Stuttgart, Allemagne)
- Neue Musik Ruemlingen (Suisse)
- Núcleo Música Nueva (Montevideo, Uruguay)
- Festivals de la Société Internationale de Musique Contemporaine réalisés à :
  - Toronto (Canada)
  - Amsterdam (Pays-Bas)
  - Oslo (Norvège)
  - Essen (Allemagne)
- Festival Sonidos de las Américas (New York)
- Festival Bludenzer Tage Zeitgemaesser Musik (Autriche)
- Première Rencontre Latino-américaine de Musique (Mexico)
- Festivals Latino-américains de Caracas (Venezuela)
- Quatrième rencontre de Compositeurs Latino-americanos (Belo Horizonte, Brésil).

Il a écrit des essais pour des diverses publications argentines et étrangères. Des études approfondies de son travail ont été publiées dans MusikTexte (Cologne, Allemagne). Il a fait partie du jury du Prix National de Composition en Colombie et en Argentine, et du jury du Festival « World Music Days » (à Séoul (Corée du Sud) organisé par l'International Society for Contemporary Music.
Il a été professeur titulaire de composition à la faculté des beaux-arts de l'Université nationale de La Plata (province de Buenos Aires, Argentine).

## Compositions

### Liste d'œuvres
- Tres piezas, pour piano solo (1959).
- Interludios, pour piano solo (1959).
- Variantes, pour flûte (1960).
- Quinteto aleatorio, pour Wind Quintet (1961).
- Tres parábolas, pour ensemble de chambre (1963).
- Elipses, pour orchestre à cordes (1964).
- Entropías, pour deux cors, trompette, deux trombones, tuba (1965).
- Estáticamóvil I, pour deux trombones, clavecin, harmonium, deux percussionnistes et trois contrebasses (1966).
- Homenaje a Filidor forrado de niño (basé sur l'oeuvre de Witold Gombrowicz ) pour deux flûtes, deux clarinettes et percussions (1966).
- Estáticamóvil II, pour violon, alto et violoncelle (1966).
- Soles, pour flûte, cor et contrebasse (1967).
- Distancias, pour piano (édité par Ricordi Americana, 1968)
- Juego uno, pour deux trombones (1969).
- Muriendo entonces, pour cor, trombone, tuba, deux percussionnistes, alto amplifié et contrebasse amplifiée (1969).
- IRT-BMT, pour flûte et contrebasse (1970).
- Dividido dos, pour accordéon amplifié et bande magnétique (1971).
- Copla, pour flûte, clarinette, basson et cor (1971).
- Música ritual, pour orchestre symphonique (1974).
- Otros soles, pour clarinette basse, trombone et alto (1976).
- Umbrales, pour flûte, flûte alto (1976).
- Lo uno y lo otro, pour piano solo (1977).
- Otros tiempos, pour quintette à cordes ou orchestre à cordes (1978, révisé en 1981).
- Paisaje, pour orchestre à cordes (1979).
- Aquello, pour deux pianos (1982).
- Frente a frente, pour flûte, clarinette, voix, percussions et contrebasse (1983).
- Caminos de cornisa, pour flûte, clarinette, piano et percussions (1985).
- Resplandores sombras, pour orchestre symphonique (1986).
- Recóndita armonía, pour alto, violoncelle et contrebasse (1987).
- Arenas (à la mémoire de Morton Feldman ), pour piano solo (1988).
- Caminos de caminos, pour flûte alto, clarinette basse, voix, piano et alto (1989).
- Perpetual tango (version de l'œuvre de John Cage ), pour piano solo (1989).
- Locus solus, pour deux percussionnistes (1989).
- Trio, pour trompette, trombone et tuba (1991).
- Cifuncho, pour violon (1992).
- Abgesang mambo, pour flûte, flûte alto, flûte basse, hautbois, cor anglais, clarinette/clarinette basse, basson, cor, trompette, trombone, contrebasse (1992).
- Taltal, pour quatre percussionnistes (1993).
- La sangre del cuerpo, pour trombone ténor-basse, trombone alto, percussions, piano, violoncelle et contrebasse (1997).
- Lo que nos va dejando, percussion solo (1998).
- De la indiferencia, pour clarinette basse, trombone, percussion, violon et violoncelle (1998).
- Sotobosque, pour cor, bugle soprano en sib, trombone alto, tuba et deux percussionnistes (1999).
- La naturaleza de las cosas, pour clarinette, trombone ténor-basse, violoncelle et piano (2001).
- Pobres triunfos pasajeros, pour piano solo (2002).
- Cifuncho, pour alto (2002).
- Trio, pour trois percussionnistes (2003).
- Cinco poemas de Samuel Beckett, pour clarinette basse, trombone, percussion, violon, violoncelle et récitateur (2005).
- Flores blancas, pour clarinette, basson, trombone, percussion, piano, violoncelle et contrebasse (2006).
- Estuche de lágrimas, pour guitare (2006).
- Primer estudio para lágrimas, pour clarinette, cor et violoncelle (2009).
- Segundo estudio para lágrimas, pour clarinette, cor et violoncelle (2009).
- Lamento por James Avery, pour deux violons, violoncelle et contrebasse (2009).
- Composition 2010 No. 1a (Richard, La Monte y Arnold en Solitude), pour deux mezzo-sopranos, deux contraltos, deux barytons et deux basses.
- Composition 2010 No. 1b (Richard, La Monte y Arnold en Solitude), pour deux sopranos, mezzo-soprano, contre-ténor ou baryton et basse.
- Tercer estudio para lágrimas, pour le cor et la contrebasse (2010).
- Alte Steige, pour clarinette, trompette et trombone (2012).
- Vocales, pour baryton et piano (2013).
- Sueños olvidados, pour violon, alto et violoncelle (2014).
- Lágrimas sobre lágrimas, pour piano (2016).
- Lágrimas, pour grand orchestre (2016).

### Musique pour théâtre
- Les Patients de Jacques Audiberti.
- L'armoire classique de Jacques Audiberti.
- El señor fulano de Ricardo Massa.
- En alta mar de Sławomir Mrożek.
- La reconstrucción de la Ópera de Viena de Mario Trejo.
- La gallina radioactiva de Rolando Malié.
- Esa canción es un pájaro lastimado d'Alberto Adellach.

### Musique pour le cinéma
- Los siete locos, de Roberto Arlt, dirigée par Leopoldo Torre Nilsson.

### danse
- Los vasos comunicantes, pour clarinette, trombone et violonccelle (2003).